# Huyện Naogaon
Naogaon là một huyện thuộc phân khu Rajshahi, Bangladesh. Huyện này có diện tích 3436 km², dân số năm 2002 là 2377314 người, mật độ dân số là 692 người/km².